# Grötingen
Grötingen är en sjö i Bräcke kommun i Jämtland och ingår i Ljungans huvudavrinningsområde. Sjön har en area på 4,72 kvadratkilometer och ligger 263,4 meter över havet. Grötingen ligger i Gimån, Uppströms Holmsjön Natura 2000-område. Sjön avvattnas av vattendraget Gimån.

## Delavrinningsområde
Grötingen ingår i det delavrinningsområde (697142-148461) som SMHI kallar för Utloppet av Grötingen. Medelhöjden är 355 meter över havet och ytan är 42,69 kvadratkilometer. Räknas de 165 avrinningsområdena uppströms in blir den ackumulerade arean 1 846,83 kvadratkilometer. Gimån som avvattnar avrinningsområdet har biflödesordning 2, vilket innebär att vattnet flödar genom totalt 2 vattendrag innan det når havet efter 168 kilometer. Avrinningsområdet består mestadels av skog (76 procent). Avrinningsområdet har 4,95 kvadratkilometer vattenytor vilket ger det en sjöprocent på 11,6 procent.